# Kostel Jména Panny Marie (Vyskytná)
Kostel Jména Panny Marie (dříve Kostel svatého Mikuláše) je farní kostel v římskokatolické farnosti Vyskytná, nachází se v centru obce Vyskytná v ohrazeném areálu hřbitova. Kostel je vrcholně gotickou jednolodní stavbou s pětibokým závěrem, je členěna opěrnými pilíři a má sedlovou střechu zakončenou sanktusníkem. Kostel je chráněn jako kulturní památka České republiky.

## Popis
Kostel je postaven z lomového kamene, je jednolodní s obdélníkovou lodí, která je členěna pilíři. Na severní straně nejsou okna ani pilíře, na jižní straně se nachází tři gotická klenutá okna. Na severní straně kostela je ke kostelu napojena sakristie, která měla snad být románskou kapličkou a měla by být nejstarší částí kostela. Na hlavním oltáři je umístěn oltářní obraz Zvěstování Panny Marie od M. Kunzla, na bočních oltářích jsou obrazy svatého Václava a Jana Nepomuckého. Součástí kostela byly i fresky, které byly později zalíčeny. V sakristii je umístěn náhrobek.
Za kostelem stojí kříž. Nedaleko kostela stojí márnice (zvaná též kostnice) a farní budova.

## Historie
Kostel měl být založen v roce 1290 biskupem Tobiášem z Bechyně, stavba by měla z tohoto roku pocházet dle nálezu kamene s vytesaným letopočtem 1290, nejstarší částí kostela by měla být sakristie s pozůstatky románského okna. Dle jiných zdrojů by měl být kostel přibližně o sto let mladší, na místě kostela v tu dobu měl stát opevněný hrádek. Nedaleko kostela stojí opevněná zvonice, která má pocházet z podobné doby.
V roce 1384 byl kostel zaznamenán jako farní kostel. Později byl kostel upravován a opravován, štít kostela byl upraven v době baroka a přestavba do novogotického slohu byla provedena v roce 1908.